# جوني جيل
جوني جيل (بالإنجليزية: Johnny Gill)‏ هو مغني وكاتب أغاني أمريكي، ولد في 22 مايو 1966 في واشنطن العاصمة في الولايات المتحدة.

## وصلات خارجية
- جوني جيل على موقع IMDb (الإنجليزية)
- جوني جيل على موقع ألو سيني (الفرنسية)
- جوني جيل على موقع ميوزك برينز (الإنجليزية)
- جوني جيل على موقع أول موفي (الإنجليزية)
- جوني جيل على موقع إن إن دي بي (الإنجليزية)
- جوني جيل على موقع أول ميوزيك (الإنجليزية)
- جوني جيل على موقع ديسكوغز (الإنجليزية)
- جوني جيل على موقع قاعدة بيانات الفيلم (الإنجليزية)
- جوني جيل على موقع كينوبويسك (الروسية)